# Hundsjön (Össeby-Garns socken, Uppland)
Hundsjön är en sjö i Vallentuna kommun i Uppland och ingår i Åkerströms huvudavrinningsområde.